# Северная пчела
«Се́верная пчела́» — русская политическая и литературная газета, издававшаяся в Санкт-Петербурге в 1825—1864 годах, вначале либеральная, впоследствии консервативно-охранительная.

## История
Газета основана Фаддеем Булгариным, совместно с Н. И. Гречем.
Греч и Булгарин имели большой опыт совместной работы: с 1825 года Булгарин был соиздателем журнала Греча «Сын Отечества», а Греч сотрудничал в журнале Булгарина «Северный архив». Греч, однако, видел, что издание «Сына отечества» не успешно, и решил участвовать в новом проекте.
Ориентировалась на читателей, принадлежавших к «среднему состоянию» (служилых дворян, провинциальных помещиков, чиновников, купцов, мещан и т. п.). Тираж был довольно значителен — до 10 тысяч экземпляров.
До восстания декабристов придерживалась либерального направления (здесь печатались К. Ф. Рылеев, А. С. Пушкин, Ф. Н. Глинка).
После восстания характер газеты поменялся: газета стала проправительственным изданием. В частности, в ней был опубликован доклад следственной комиссии и приговор по делу декабристов.
С конца 1820-х до середины 1850 гг. редакция газеты сотрудничала с III отделением, что позволяло её критикам называть её «негласным органом III Отделения канцелярии императора».
Ведущую роль в «Северной пчеле» играл сам Булгарин, которого шеф жандармов Бенкендорф, по собственному признанию, «употреблял по своему усмотрению по письменной части на пользу службы».

### Структура газеты, характер подачи материалов
В 1825—1831 годах «Пчела» выходила 3 раза в неделю, с 1831 года — ежедневно.
Передовиц не было. Каждая страница делилась на четыре части, места закреплены за отделами.
В газете имелся отдел внутренних известий, заграничных новостей — им отводились первая и вторая полосы газеты; третья и четвёртая заполнялись критикой, там же печатались фельетоны, рассказы, стихи, «смесь», новости моды и т. п.

### Политическое направление газеты
В целом направление газеты всегда считалось в правящих кругах «похвальным», несмотря на регулярные выговоры за «вольномыслие». Бенкендорф по этому поводу писал:
С 1825 года Булгарин издает «Северную пчелу», литературную и политическую газету, коей главнейшая цель состоит в утверждении верноподданнических чувствований и в направлении к истинной цели, то есть преданности к престолу и чистоте нравов.Бенкендорф, Записка о Булгарине
Газета всевозможными способами выражала своё отвращение к конституциям, к парламентским ораторам Франции и Англии, представляя последних как крикунов и вольнодумцев, нуждающихся в полицейском внушении. Это дало западнической партии повод для обвинения газеты и её редакции в «подлости» и «продажности».

### Монополия на политические известия
«Северная пчела» сообщала более свежие новости, нежели «Санкт-петербургские ведомости» или «Московские ведомости». Благодаря протекции со стороны властей она обладала фактической монополией на известия политического характера о жизни Европы и России. Пушкин об этом высказывался так:
Неужто, кроме «Северной пчелы», ни один журнал не смеет у нас объявить, что в Мексике было землетрясение и что Камера депутатов закрыта до сентября?Пушкин, письмо к Вяземскому от 2 мая 1830 г.
В начале 1828 газета получила новую льготу — право первой печатать театральные рецензии.